# Kogelsbach
Kogelsbach ist eine Ortschaft und eine Katastralgemeinde der Gemeinde St. Georgen am Reith im Bezirk Amstetten in Niederösterreich.

## Geschichte
Laut Adressbuch von Österreich waren im Jahr 1938 in Kogelsbach ein Gastwirt, ein Gemischtwarenhändler, ein Holzhändler, ein Schmied, ein Schneider, ein Schuster, ein Wagner und mehrere Landwirte ansässig.

## Siedlungsentwicklung
Zum Jahreswechsel 1979/1980 befanden sich in der Katastralgemeinde Kogelsbach insgesamt 82 Bauflächen mit 16.794 m² und 69 Gärten auf 92.684 m², 1989/1990 waren es 81 Bauflächen. 1999/2000 war die Zahl der Bauflächen auf 258 angewachsen und 2009/2010 waren es 134 Gebäude auf 251 Bauflächen.

## Landwirtschaft
Die Katastralgemeinde ist überwiegend landwirtschaftlich geprägt. 139 Hektar wurden zum Jahreswechsel 1979/1980 landwirtschaftlich genutzt und 1.068 Hektar waren forstwirtschaftlich geführte Waldflächen. 1999/2000 wurde auf 78 Hektar Landwirtschaft betrieben und 1.092 Hektar waren als forstwirtschaftlich genutzte Flächen ausgewiesen. Ende 2018 waren 77 Hektar als landwirtschaftliche Flächen genutzt und Forstwirtschaft wurde auf 1.084 Hektar betrieben. Die durchschnittliche Bodenklimazahl von Kogelsbach beträgt 22 (Stand 2010).